# Vipolže
Vipolže so razložena vas v Občini Brda, ki stoji ob meji z Italijo, na flišnem slemenu med potokoma Birše in Oblenča. Poleg jedra obsega zaselke Dugo, Bizajšče, Dolnji Konec, Školarijev Borjač, Ronk, Papeževo, Mazaritovi, Podgrad, Na Vrhu in V Briši, ki so zgoščeni ob cestah proti bližnjih Dobrovem, Kozani in Dolnjem Cerovem, v bližini pa je tudi maloobmejni mejni prehod.
Glavna gospodarska dejavnost v vasi je kmetijstvo, na pobočjih slemena so vinogradi, v bolj ravninskem delu pri vznožju pa gojijo breskve.
Nekdanja župnijska cerkev v vasi je posvečena sv. Egidiju in je sedaj podružnična cerkev Župnije Biljana.
Največja znamenitost je vila Vipolže, poznorenesančna beneška vila s parkom, kjer rastejo orjaške ciprese, edini primerek italijanske manieristične arhitekture na slovenskem. Predhodnik današnje stavbe v lasti Goriških grofov je bil omenjen že v 12. stoletju, za takratno graščino so skrbeli gospodje Wipelsach, po katerih sta grad in vas dobila ime. Vila je zdaj razglašena za kulturni spomenik državnega pomena. Po drugi svetovni vojni je bila stavba prepuščena propadanju, do leta 2015, ko so jo v celoti obnovili s sredstvi Evropskega sklad za regionalni razvoj in Ministrstva za kulturo RS.